# Mimoso do Sul
Mimoso do Sul là một đô thị thuộc bang Espírito Santo, Brasil. Đô thị này có diện tích 867,281 km², dân số năm 2007 là 33403 người, mật độ 30,23 người/km².